# Berea (Nebraska)
Berea è un census-designated place (CDP) degli Stati Uniti d'America, situato nello stato del Nebraska, nella contea di Box Butte.